# Перенормировка
Перенормиро́вка в квантовой теории поля — процедура устранения ультрафиолетовых расходимостей в классе теорий, называемых перенормируемыми. С физической точки зрения соответствует изменению начальных (затравочных) лагранжианов таких теорий с тем, чтобы результирующая динамика теории не содержала сингулярностей (и совпадала с наблюдаемой, если теория претендует на описание действительности). Другими словами, перенормировка — это уточнение лагранжиана взаимодействия с той целью, чтобы он не приводил к расходимостям. Члены, добавляемые для этого в лагранжиан, называются контрчленами.
В реальных вычислениях для проведения перенормировки используются процедуры регуляризации.

## Перенормируемость
Если процедура перенормировки устраняет все возможные типы ультрафиолетовых расходимостей в какой-либо модели квантовой теории поля, то модель называется перенормируемой. Технически перенормируемость модели означает, что в ней может возникнуть лишь конечный набор независимых ультрафиолетовых расходимостей. Это в свою очередь значит, что все их можно устранить введением конечного числа контрчленов. После этой процедуры теория приобретает замкнутый вид и может использоваться для предсказаний явлений.

## Процедура перенормировки: технические подробности
При конкретных вычислениях перенормировку выполняют следующим образом. Выбирают какой-либо из вариантов регуляризации. К затравочному лагранжиану, состоящему обычно из небольшого числа слагаемых со вполне конкретным набором полевых функций, дописываются несколько контрчленов. Контрчлены имеют такой же вид, как слагаемые исходного лагранжиана, только коэффициентами при них стоят некоторые неизвестные константы. На основании этого нового лагранжиана вычисляются физические величины, выражающиеся через петлевые интегралы, которые теперь конечны.
При произвольной величине коэффициентов при контрчленах получающиеся физические величины будут при снятии регуляризации стремиться к бесконечности. Однако можно подобрать эти коэффициенты таким образом, чтобы основные параметры теории оставались конечными и после снятия регуляризации. Это требование позволяет зафиксировать окончательный вид контрчленов. Подчеркнём, что этот вид явно зависит от схемы регуляризации и вычитания.
Если теория перенормируема, то для того, чтобы все возможные наблюдаемые стали конечными, достаточно конечного числа контрчленов.

## История

### Самодействие в классической физике
Проблема бесконечностей впервые возникла в классической электродинамике точечных частиц в XIX и начале XX века.
Масса заряженной частицы должна включать энергию-массу, содержащуюся в электростатическом поле частицы (электромагнитную массу). Пусть частица с зарядом q представляет собой заряженную сферическую оболочку радиуса {\displaystyle r_{e}}. Энергия поля выражается как
{\displaystyle m_{\mathrm {em} }c^{2}=\int {1 \over 2}\left(\varepsilon _{0}E^{2}\right)\,dV={\frac {\varepsilon _{0}}{2}}\int \limits _{r_{e}}^{\infty }\left({q \over 4\pi \varepsilon _{0}r^{2}}\right)^{2}4\pi r^{2}\,dr={\frac {1}{8\pi \varepsilon _{0}}}{q^{2} \over r_{e}}}
и становится бесконечной, когда {\displaystyle r_{e}} стремится к нулю. Это приводит к тому, что точечная частица должна обладать бесконечной инерцией и, следовательно, не может находиться в ускоренном движении. Значение {\displaystyle r_{e}}, при котором {\displaystyle m_{\mathrm {em} }} равняется половине массы электрона, называется классическим радиусом электрона, который (полагая {\displaystyle q=e}) оказывается равным
{\displaystyle r_{e}={e^{2} \over 4\pi \varepsilon _{0}m_{\mathrm {e} }c^{2}}=\alpha {\hbar  \over m_{\mathrm {e} }c}\approx 2{,}8\times 10^{-15}\ } м,
где {\displaystyle \alpha \approx 1/137} — постоянная тонкой структуры, а {\displaystyle \hbar /m_{\mathrm {e} }c} — комптоновская длина волны электрона.
Полная масса сферической заряженной частицы должна включать «голую» массу сферической оболочки (в добавление к вышеупомянутой «электромагнитной» массе, связанной с её электрическим полем). Если формально позволить «голой» массе принимать отрицательные значения, оказывается возможным получить согласующуюся с экспериментом массу электрона даже в пределе нулевого радиуса оболочки. Этот приём был назван перенормировкой. Лоренц и Абрахам предприняли попытку разработать классическую теорию электрона именно в таком ключе. Эта ранняя работа вдохновила более поздние попытки регуляризации и перенормировки в квантовой теории поля.
При вычислении электромагнитных взаимодействий заряженных частиц существует соблазн пренебречь самодействием — действием поля частицы на неё саму. Но самодействие необходимо, чтобы объяснить радиационное трение: торможение заряженных частиц, когда они испускают излучение. Если считать электрон точечным, то значение самодействия расходится по тем же причинам, по которым расходится и электромагнитная масса, поскольку поле обратно пропорционально квадрату расстояния от источника.
Теория Абрахама — Лоренца включает в себя некаузальное (нарушающее принцип причинности) «предускорение»: существует решение уравнений движения, согласно которому свободный электрон может начать ускоряться без приложения к нему какой-либо силы. Это признак того, что точечный предел несовместим с реальностью.

### Проблема бесконечностей в квантовой электродинамике
После построения в конце 1920-х годов релятивистской квантовой механики и первых удачных вычислений в рамках этой теории были предприняты попытки провести расчёты и перенормировки таких параметров, как масса и заряд электрона. Однако они сразу же наткнулись на серьёзную трудность: согласно формулам квантовой теории поля и заряд, и масса электрона изменяются при взаимодействии с электромагнитным полем на бесконечную величину.
В квантовой теории поля проблема расходимости менее выражена, чем в классической, поскольку в квантовой теории поля заряженная частица испытывает колебания вокруг среднего положения (так называемое «дрожащее движение») благодаря интерференции с виртуальными парами частица-античастица (то есть между состояниями с положительной и отрицательной энергией), вследствие чего заряд эффективно размывается по области, сравнимой по размерам с комптоновской длиной волны. Поэтому в квантовой теории электромагнитная масса расходится лишь как логарифм радиуса частицы.
Эта проблема стояла перед физиками около 20 лет, и только к концу 1940-х годов усилиями Фейнмана, Швингера и Томонаги удалось понять, что же было неправильным в подходе к перенормировкам. Они построили теорию, свободную от бесконечностей — квантовую электродинамику (КЭД), и расчёты в рамках этой теории были в дальнейшем подтверждены экспериментально.

### Неперенормируемость
Учитывая огромный успех КЭД, многие теоретики в течение нескольких лет после 1949 года полагали, что КТП вскоре сможет обеспечить понимание всех микроскопических явлений, а не только взаимодействий между фотонами, электронами и позитронами. Вопреки этому оптимизму, КТП вступила в очередной период депрессии, который длился почти два десятилетия.
Первым препятствием оказалось ограниченная применимость процедуры перенормировки. В пертурбативных вычислениях в КЭД все бесконечные величины можно исключить путём переопределения небольшого (конечного) числа физических величин (а именно массы и заряда электрона). Дайсон доказал в 1949 году, что это возможно только для небольшого класса теорий, называемых «перенормируемыми теориями», примером которых является КЭД. Однако большинство теорий, включая теорию слабого взаимодействия Ферми, «неперенормируемы». Любое пертурбативное вычисление в этих теориях за пределами первого порядка привело бы к бесконечностям, которые нельзя было бы избегать путём переопределения конечного числа физических параметров теории.
Вторая серьёзная проблема возникает из ограниченной применимости метода диаграмм Фейнмана, который основан на разложении в ряд в теории возмущений. Для сходимости рядов и для существования хороших приближений только в приближении низкого порядка, константа связи, по которому происходит разложение, должна быть достаточно малым числом. Константа связи в КЭД — это постоянная тонкой структуры α ≈ 1/137, которая достаточно мала, чтобы в реалистичных расчётах учитывать только простейшие диаграммы Фейнмана низшего порядка. Напротив, константа связи при сильном взаимодействии примерно равна единице, что делает сложные диаграммы Фейнмана более высокого порядка столь же важными, как и простые. Таким образом, не оказалось возможности получить надёжные количественные предсказания в задачах с сильным взаимодействием при использованием пертурбативных методов КТП.
Когда возникли эти трудности, многие теоретики начали отворачиваться от КТП. Одни сосредоточились на принципах симметрии и законах сохранения, другие взяли старую теорию S-матрицы Уиллера и Гейзенберга. КТП использовалась эвристически как руководящий принцип, но не как основа для количественных расчётов.
Швингер, однако, пошёл другим путем. Более десяти лет он и его ученики были почти единственными учёными последовательно продвигающими теорию поля, но в 1966 году он нашёл способ обойти проблему бесконечностей с помощью нового метода, который он назвал теорией источников, которая представляла собой феноменологическую теорию и не использовала полевые операторы. Развитие физики пионов, в которой новая точка зрения наиболее успешно применялась, убедило его в огромных преимуществах математической простоты и концептуальной ясности, которые даёт её использование. В теории источников нет расхождений и перенормировок. Её можно рассматривать как вычислительный инструмент теории поля, но она носит более общий характер. Используя теорию источников, Швингер смог вычислить аномальный магнитный момент электрона в 1947 году, но на этот раз без «отвлекающих замечаний» о бесконечных величинах. Швингер также применил теорию источников к своей КТП теории гравитации и смог воспроизвести все четыре классических результата Эйнштейна: гравитационное красное смещение, отклонение и замедление света под действием силы тяжести и прецессию перигелия Меркурия. Пренебрежение физическим сообществом теории источников стало большим разочарованием для Швингера:

Непонимание этих фактов другими было удручающим, но понятным.
Оригинальный текст (англ.)The lack of appreciation of these facts by others was depressing, but understandable.

## Перенормировки вне физики элементарных частиц
Как это нередко бывает, концепция перенормировок, придуманная в физике элементарных частиц, оказалась необычайно плодотворной в других областях физики, в особенности в физике конденсированных сред, где перенормировки имеют особенно наглядную интерпретацию. Более конкретно, перенормировки применяются при описании фазовых переходов, эффекта Кондо и т. д. В случае фазового перехода ферромагнетик-парамагнетик ренормгруппа естественным образом получается из построения Каданова и термодинамической гипотезы подобия.